# Smörblomma
Smörblomma kan även avse svalört (Ranunculus ficaria)
Smörblomma (Ranunculus acris) L., är en växt i familjen ranunkelväxter.

## Beskrivning
Smörblomma blir vanligen 20 – 70 cm hög. Parkvarianten något högre och fjällvarianten, som ibland kallas "liten smörblomma", betydligt lägre. Stjälken är upprätt, ofta beklädd med tilltryckta vita hår och förgrenar sig ovanför mitten. Den har 1 till 2,5 centimeter breda gula blommor som är lite glansiga. 

## Utbredning
Smörblomman finns primärt i Europa och Asien. Varieteten Ranunculis acris var. latisectus finns över stora delar av Nordamerika, där den dock inte är ursprunglig. På Nya Zeeland har smörblomma blivit ett allvarligt hot mot jordbruket. och betraktas även på andra håll som ogräs.
I Lule lappmark når smörblomma upp till 1 400 m ö h och i Jotunheimen upp till 1 870 m ö h.
Underarten vanlig smörblomma (Ranunculis acris ssp. acris) är mycket vanlig i Norden.

### Utbredningskartor
- Norden
- Norra halvklotet 
  - Gränslinjer inlagda för ssp. acris, ssp. pumilus, ssp. nipponicus, ssp. japonicus och Ranunculus grandis.

## Habitat
Ängar, backar, skogar.

## Giftighet
Liksom andra ranunkelväxter innehåller smörblomman ranunculin, som i kroppen bryts ner till det giftiga ämnet protoanemonin.
En färsk smörblomma har en skarp smak, och är giftig för boskap. Det är därför som en hästhage alltid har kvar smörblommorna. Även nötkreatur undviker smörblommor.
Sådana arter, som betesdjur undviker kallas rator.
I torkade smörblommor försvinner giftverkan, och då kan de utan problem ingå i hö.

## Användning
Torkade smörblommor behåller färgen, och kan därför användas som eterneller.
Vissa nordamerikanska indianstammar har använt växten för bland annat bedövning, mot blödning och diarré samt som lugnande medel.
Enligt folkmedicinen kan från smörblommor utvinnas botemedel mot 
- Flen (en djursjukdom, svullet juver på en ko av nötboskap). På Ormsö kallas smörblomma därför fleinsgräs, vilket inte ska förväxlas med flenört. Det som i Västerbotten kallas flengräs avser dock röllika, som anses ha samma goda effekt för att bota flen.
- Flygvärk, inom skolmedicin kallad migrerande värk.
- Gikt
- Magkramp
- Ont i hjärttrakten (cardialgia)
- Magspänning
- Sur mage

### Smörblommeleken
Man håller en smörblomma under hakan på någon, och fråga om denne tycker om smör. I soligt väder speglar sig solen i smörblommans blanka blomblad, och om en solkatt syns under hakan på den tillfrågade är svaret Ja.

## Svenska synonymer
Smörblomma är mycket variabel, vilket gör området svårbemästrat, och det är ofullständigt utrett. Ibland uppfattas en varietet som underart; ibland kallas den synonym.
Några namn:
- Fjällranunkel
- Fjällsolöga (ssp. pumilus)
- Liten smörblomma (ssp. borealis var. pumilus)
- Solöga
- Vanlig smörblomma (ssp. acris)
- Nordsmörblomma (ssp. borealis var. borealis).[1]
- Nordsolöga
- Parksmörblomma (ssp. friesanus). Fridlyst.
- Parksolöga
- Raggsmörblomma (ssp. borealis var. villosus)

## Trädgårdsväxter
Några arter används som trädgårdsväxter, däribland förädlade former, som vanligen skiljer sig från den vilda växten i blomfärg eller blomform.
- Bukettranunkel, även kallad "trädgårdsranunkel", Ranunculus asiaticus
- 'Citrinus'
- 'Cricket' (Syrsa)
- 'Farrer's Yellow'
- 'Flore Pleno'
- Gräsranuncel, Ranunculus graminaeus
- 'Hedgehog' (Igelkott)
- Polarsmörblomma, Ranunculis sulphureus Sol.. Förvildad är den fridlyst.
- 'Stevenii'
- Stormhattsranunkel, Ranunculus acononitiifolius

## Etymologi
- Namnet Ranunculus är mycket gammalt. Redan Plinius den äldre använde det. Det härleds från latin rana = groda. Syftningen skulle möjligen vara att många ranuncler liksom grodor lever i eller nära vatten.
- Acer i det vetenskapliga namnet kommer av latinets ord för skarp. Acris är en böjning därav.

### Dialektala namn
- Gullskål
- Majblomster (ej att förväxlas med Majblomma)
- Solmöja
- Solöga

Källa: Smörblomma i Carl Lindman, Bilder ur Nordens flora (andra upplagan, Wahlström och Widstrand, Stockholm 1917–1926)

## Bilder

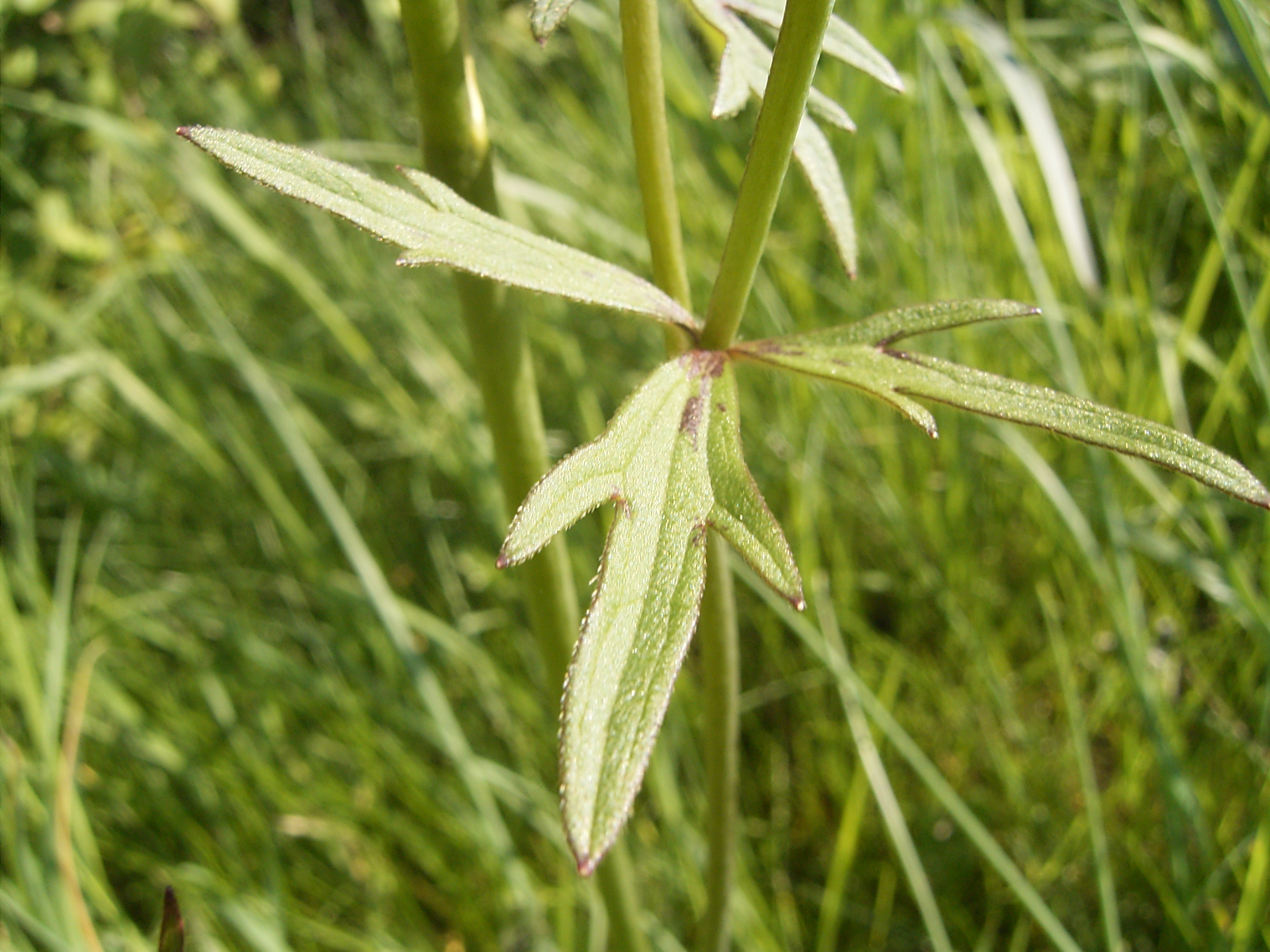
Smörblommans blad.
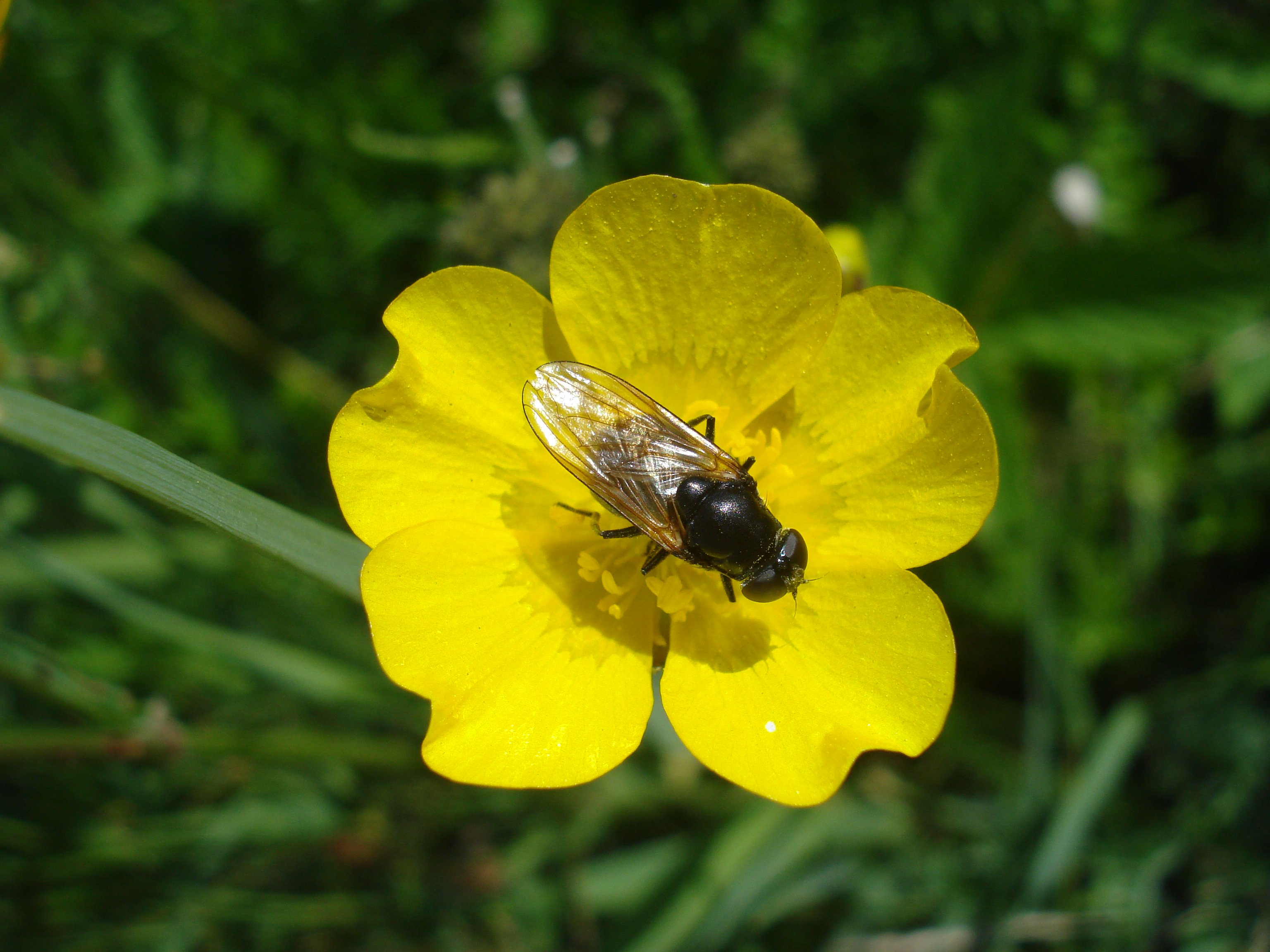
Närbild på smörblomma.